# Vitsandsströmmen
Vitsandsströmmen är ett sund i Finland. Det ligger i Raseborg i landskapet Nyland, i den södra delen av landet, 90 km väster om huvudstaden Helsingfors.
Vitsandsströmmen ligger mellan Hangö udd i nordväst och Gullö i sydöst. Det binder samman Skogbyfjärden i sydväst med Stadsfjärden i nordöst.